# Jason Geria
Jason Geria (* 10. Mai 1993 in Canberra) ist ein australischer Fußballspieler.

## Karriere

### Verein
Geria begann in der Jugend bei Weston Creek SC und Woden Weston FC und wechselte 2009 an das FFA Centre of Excellence, einer nationalen Fußballnachwuchsakademie in Canberra. 2011 unterschrieb Geria einen Vertrag bei Brisbane Roar, kam dort jedoch bis 2012 nur in der U21 zum Einsatz. Im November 2012 wechselte er daraufhin zu Melbourne Victory in die A-League. 2015 gewann er mit Melbourne das Double aus Meisterschaft und Pokal. In der Saison 2016/17 stand er mit dem Verein erneut im Finale der Liga, musste sich aber Sydney FC geschlagen geben. 2018 wechselte er nach Japan. Hier unterschrieb er einen Vertrag beim JEF United Ichihara Chiba. Der Verein aus Ichihara spielte in der zweiten Liga des Landes, der J2 League. Für JEF United absolvierte er 57 Zweitligaspiele. Im März 2021 ging er wieder nach Australien. Hier schloss er sich dem Erstligisten Perth Glory an. Nach 13 Ligaspielen wechselt er im Juli 2021 zum ebenfalls in der ersten Liga spielenden Melbourne Victory. Mit dem Verein gewann er den Australia Cup. Nach 82 Erstligaspielen wechselte er im Januar 2025 nach Japan. Hier schloss er sich in Niigata dem Erstligisten Albirex Niigata an.

### Nationalmannschaft
Von 2011 bis 2013 gehörte Geria der U20-Nationalmannschaft an und bestritt für diese 20 Spiele, in denen er drei Tore schoss. Dabei gehörte er auch zum Kader Australiens bei der U-20-Fußball-Weltmeisterschaft 2013 in der Türkei. Am 4. Juni 2016 gab Geria sein Debüt in der A-Nationalmannschaft. Das Spiel gegen Griechenland gewann die Mannschaft mit 1:0.

## Erfolge
Melbourne Victory
- A-League: 2015
- FFA Cup: 2015, 2021